# Phoenicopteridae
Los flamencos (Phoenicopteridae), son una familia de aves acuáticas del orden Phoenicopteriformes la cual está integrada por 2 géneros vivientes y otros solo conocidos por el registro fósil.  

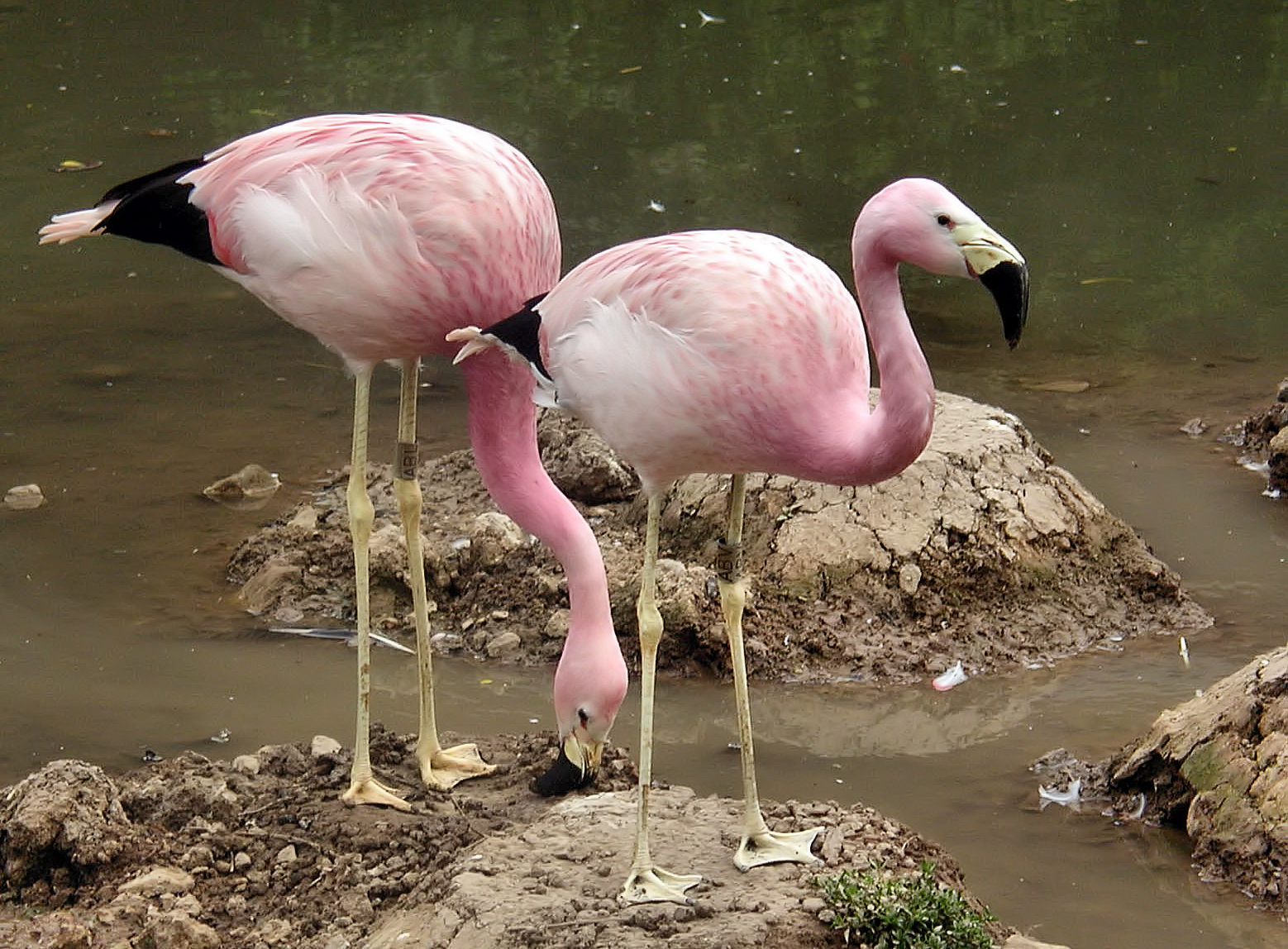
Parina grande (Phoenicoparrus andinus).

## Taxonomía del Phoenicopteridae

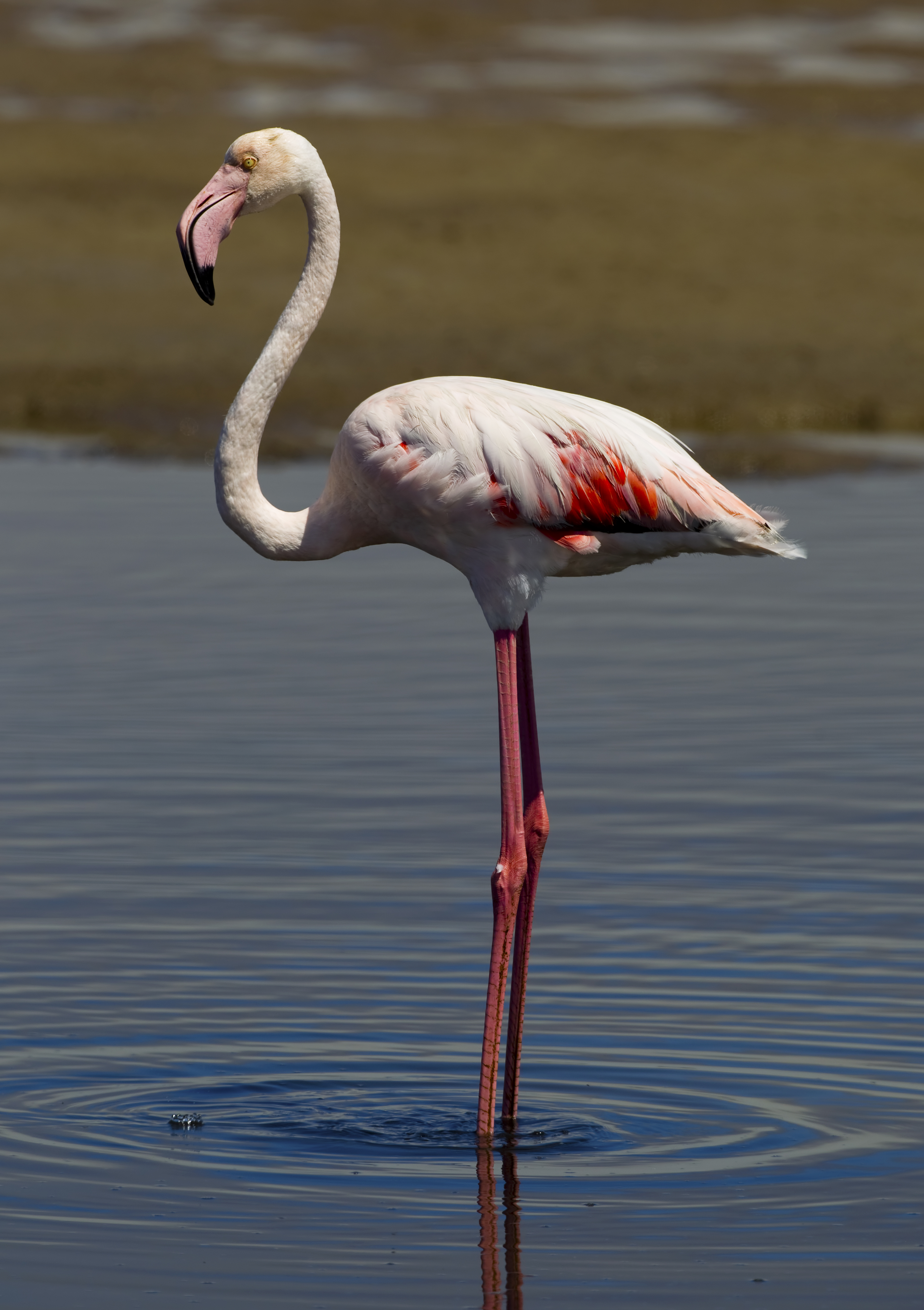
Flamenco europeo (Phoenicopterus roseus).

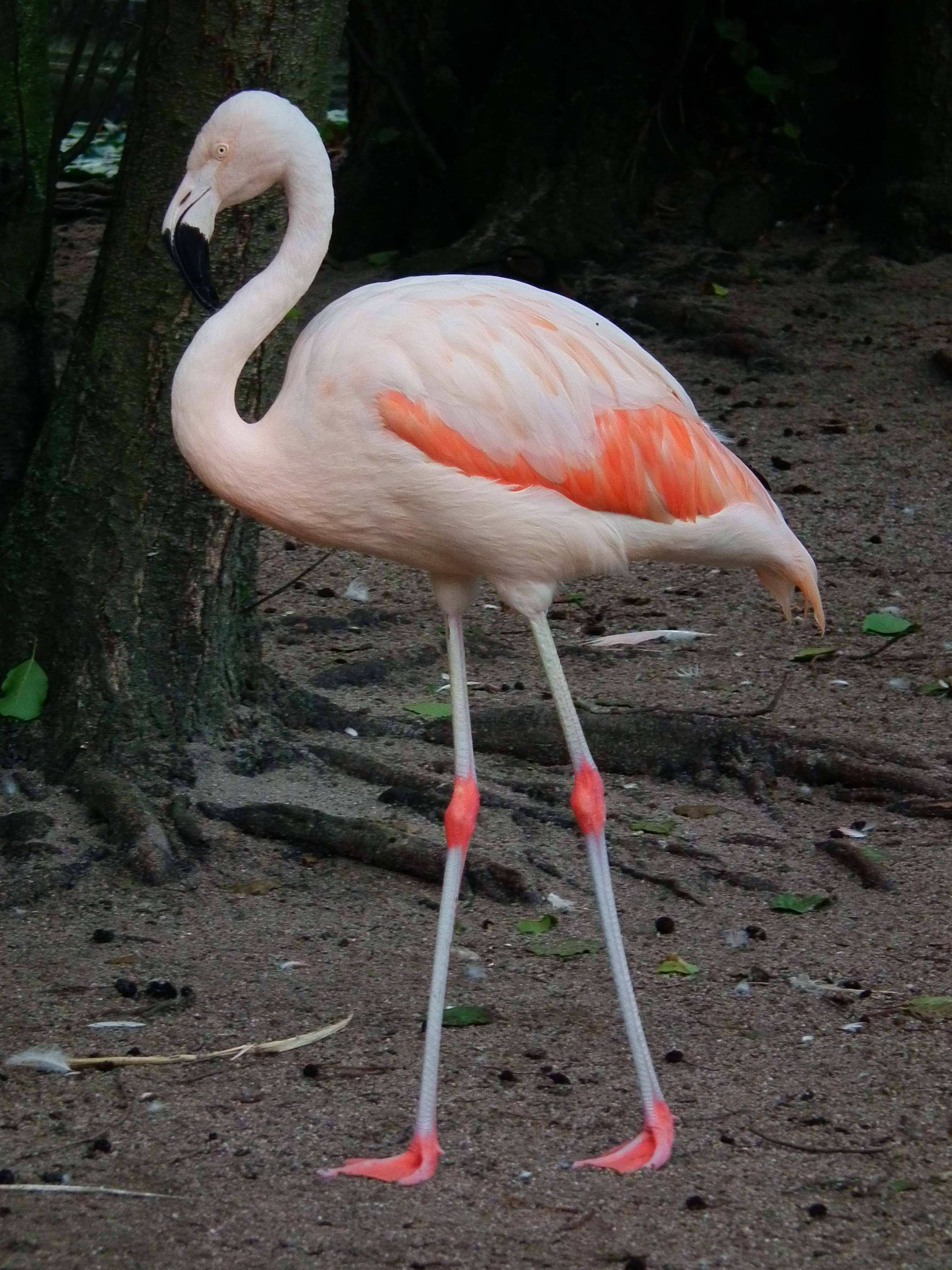
Flamenco chileno o austral (Phoenicopterus chilensis).

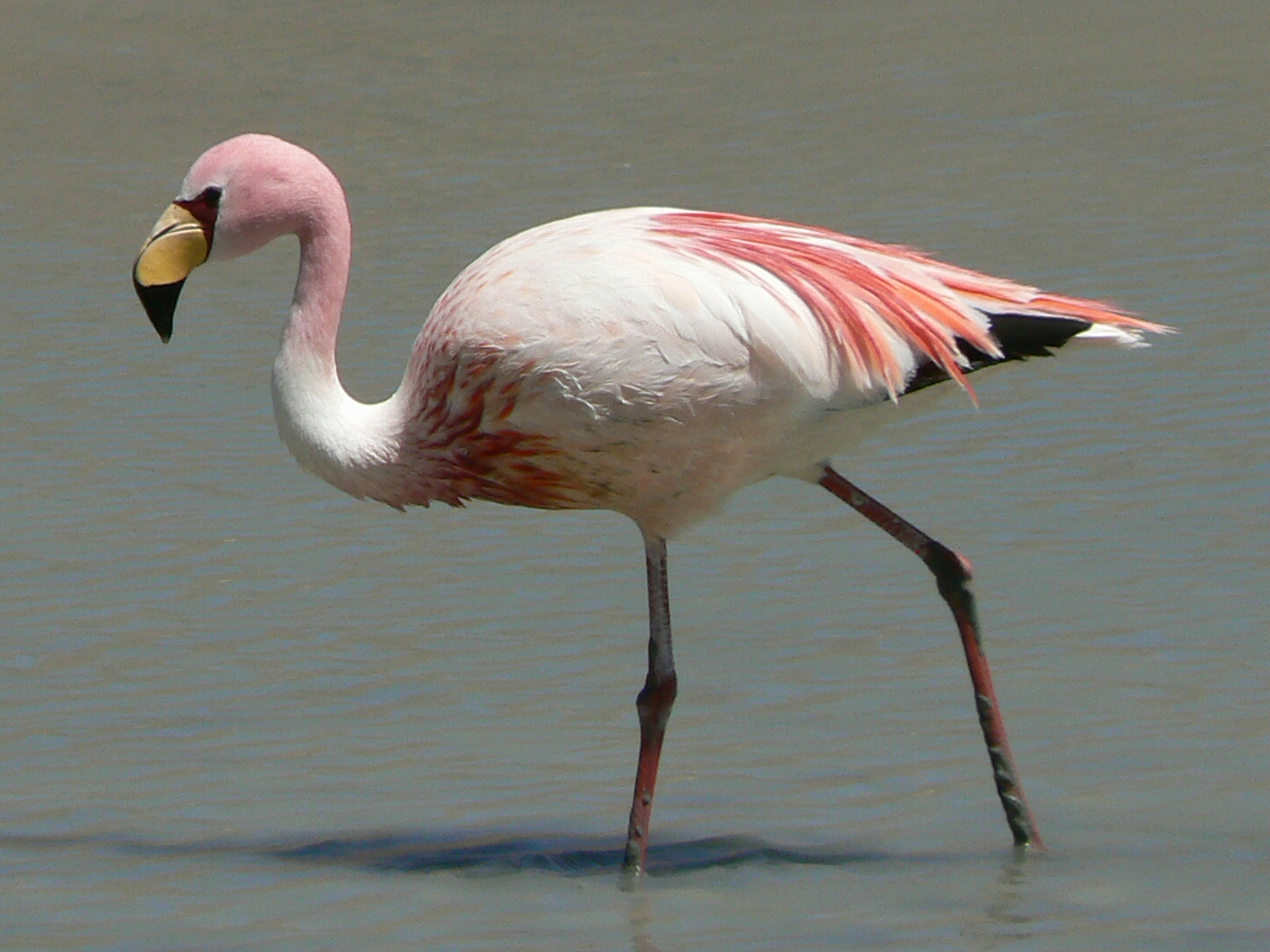
Parina chica (Phoenicoparrus jamesi).

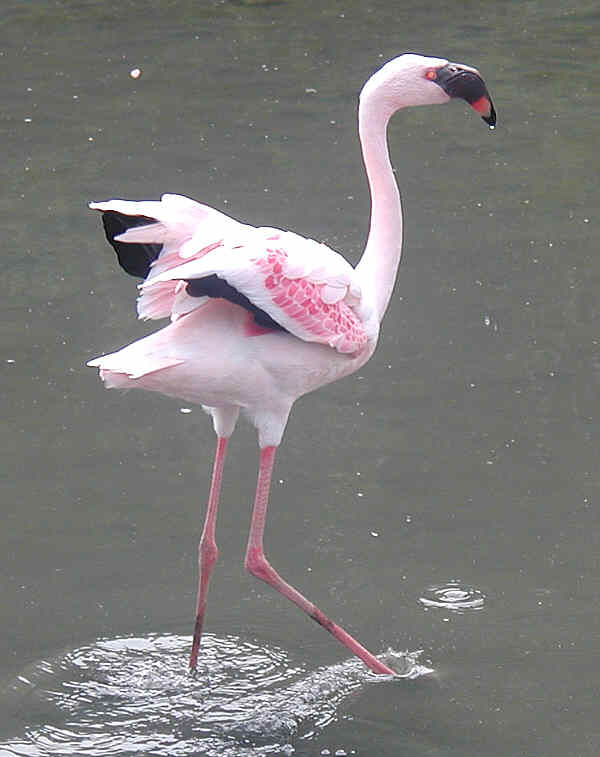
Flamenco enano (Phoeniconaias minor).

Esta familia fue descrita originalmente en el año 1831 por el naturalista, político, y ornitólogo francés Charles Lucien Jules Laurent Bonaparte, II Príncipe de Canino y Musignano, hijo de Luciano Bonaparte y sobrino del emperador Napoleón Bonaparte.
Phoenicoparrus se separa de Phoenicopterus, entre otras características, por presentar una estructura del pico bastante diferente, ya que es profundamente aquillada con un aparato filtrador más especializado, con bulbo en sección transversal apto para la capturar de presas muy pequeñas, como algas verde-azules y diatomeas. Además, carece de hallux, uno de los dedos del pie. La estructura del pico en Phoenicopterus es más primitiva, solo adecuada para capturar presas más grandes, como moluscos y crustáceos.
Como la importancia de estas características en la designación de un género propio había sido puesta en duda, y apoyándose en lo determinado por un análisis de hibridación ADN-ADN publicado en el año 1990 el cual había encontrado pequeñas distancias genéticas entre todos los representantes de esta familia, pasó a tratarse como monotípica.
Esta consideración fue la utilizada hasta que nuevos y más completos estudios genéticos de todos los taxones vivientes de la familia empleando muestras de 12 loci nucleares y 2 loci mitocondriales, generaron un robusto árbol filogenético con un alto nivel de soporte mediante el método Bootstrap de parsimonia y máxima verosimilitud. Encontraron una profunda separación entre los flamencos mayores y menores, lo que justificó que la familia sea dividida en al menos dos géneros, al fusionar al monotípico género Phoeniconaias (con su única especie: Phoeniconaias minor) en Phoenicoparrus.
Phoenicopteridae probablemente surgió en el límite Mioceno Plioceno (3,0 a 6,5 millones de años) o poco después, mientras que los clados de Phoenicoparrus y Phoenicopterus divergieron en el Plioceno o en el Pleistoceno temprano (1,7 a 3,9 millones de años atrás).

### Géneros
Esta familia está integrada por dos géneros vivientes que poseen tres especies cada uno:
- Phoenicoparrus son los flamencos pequeños o parinas:
  - Phoenicoparrus andinus, es la parina grande, flamenco andino, parihuana, chururu o jututu. Habita mayormente en el altiplano andino de los Andes centrales, en el oeste de Sudamérica.
  - Phoenicoparrus jamesi, es la parina chica, flamenco de James, o chururu. Habita mayormente en el altiplano andino de los Andes centrales, en el oeste de Sudamérica.
  - Phoeniconaias minor, es el flamenco chico o flamenco enano. Habita en África (principalmente en el Gran Valle del Rift), en Pakistán y en el noroeste de la India.
- Phoenicopterus son los flamencos mayores:
  - Phoenicopterus chilensis, es el flamenco chileno, flamenco austral, o parihuana, de Sudamérica austral.
  - Phoenicopterus roseus, es el flamenco común, de África, Asia y Europa.
  - Phoenicopterus ruber, es el flamenco del Caribe, de América Central y norte de Sudamérica.

Además, fueron descritos numerosos taxones solo con base en el registro fósil, algunos de ellos de asignación discutida:
- Harrisonavis croizeti (Gervais, 1852) (sinónimo: Phoenicopterus croizeti) (Oligoceno Medio al Mioceno Medio de Francia y Alemania).[6]
- Leakeyornis aethiopicus (Harrison & Walker, 1976) (sinónimo: Phoenicopterus aethiopicus) (Mioceno de Etiopía África oriental).[7]
- Phoenicopterus:
  - Phoenicopterus copei Shufeldt, 1892 (Pleistoceno tardío de Oregón, en el oeste de Norteamérica y en el centro de México).[8]
  - Phoenicopterus eyrensis (Oligoceno tardío de Australia del Sur).[9]
  - Phoenicopterus floridanus Brodkorb,1953 (Plioceno temprano de Florida).[10]
  - Phoenicopterus minutus Howard, 1955  (Pleistoceno Superior de California, EE. UU.).[11]
  - Phoenicopterus stocki Miller, 1944 (Plioceno Medio de Rincón, Chihuahua, México).[12]